# Hoofdklasse (vrouwenhandbal) 1962/63
De Hoofdklasse was de hoogste afdeling van het Nederlandse handbal bij de dames op landelijk niveau. In het seizoen 1962/1963 werd KSV Swift uit Roermond landskampioen van Nederland.

## Opzet
De hoofdklasse is verdeeld in twee competitie. In de A-poule van de hoofdklasse spelen de noordelijke teams en in de B-poule de Zuidelijke teams. Beide competitie spelen tien wedstrijden. De nummers 1 spelen na het beëindigen van de competitie tegen elkaar in een tweeluik voor het kampioenschap.
Indien twee teams van dezelfde competitie evenveel punten hebben en de eerste plaats of op de zesde plaats eindigen, dan wordt er een beslissingswedstrijd gehouden, en bij gelijkspel wordt er verlengd. Als dat geen oplossing geeft wordt er geloot wie wint.

## Hoofdklasse A

### Teams
| Ploeg              | Plaats       | Provincie     |
| ------------------ | ------------ | ------------- |
| Borger             | Borger       | Drenthe       |
| DES                | Sint Maarten | Noord-Holland |
| HCG                | Groningen    | Groningen     |
| Niloc              | Amsterdam    | Noord-Holland |
| Vlugheid en Kracht | Groningen    | Groningen     |
| Zeeburg            | Diemen       | Noord-Holland |

### Stand
| Pos | Club               | Wed | Ptn | Opmerking                               |
| --- | ------------------ | --- | --- | --------------------------------------- |
| 1   | Niloc              | 10  | 16  | Beslissingswedstrijd Landskampioenschap |
| 2   | Zeeburg            | 10  | 15  |                                         |
| 3   | HCG                | 10  | 11  |                                         |
| 4   | Vlugheid en Kracht | 10  | 8   |                                         |
| 5   | Borger             | 10  | 4   |                                         |
| 6   | DES                | 10  | 2   | Degradatie naar de Districtsklasse      |

## Hoofdklasse B

### Teams
| Ploeg     | Plaats    | Provincie     |
| --------- | --------- | ------------- |
| DWS       | Schiedam  | Zuid-Holland  |
| EBHV      | Breda     | Noord-Brabant |
| Hellas    | Goes      | Zeeland       |
| Hygiea    | Den Haag  | Zuid-Holland  |
| KSV Swift | Roermond  | Limburg       |
| WLC/DES   | Eindhoven | Noord-Brabant |

### Stand
| Pos | Club      | Wed | Ptn | Opmerking                               |
| --- | --------- | --- | --- | --------------------------------------- |
| 1   | KSV Swift | 10  | 18  | Beslissingswedstrijd Landskampioenschap |
| 2   | WLC/DES   | 10  | 14  |                                         |
| 3   | Hygiea    | 10  | 13  |                                         |
| 4   | DWS       | 10  | 8   |                                         |
| 5   | Hellas    | 10  | 7   |                                         |
| 6   | EBHV      | 10  | 0   | Degradatie naar de Districtsklasse      |

## Beslissingswedstrijden
| 23 februari 1963 | KSV Swift | 7 – 6 | Niloc | Oude RAI, Amsterdam |
| 23 februari 1963 |           |       |       | Oude RAI, Amsterdam |
| 23 februari 1963 |           |       |       | Oude RAI, Amsterdam |

| 24 februari 1963 | Niloc | 2 – 5 | KSV Swift | Oude RAI, Amsterdam |
| 24 februari 1963 |       |       |           | Oude RAI, Amsterdam |
| 24 februari 1963 |       |       |           | Oude RAI, Amsterdam |